# Hannes Zingerle
Hannes Zingerle (Bressanone, 11 aprile 1995) è uno sciatore alpino italiano.

## Biografia
Fratello di Alex, a sua volta sciatore alpino, e attivo dal gennaio del 2011, Hannes Zingerle nel gennaio 2012 ha conquistato la medaglia d'argento nello slalom gigante ai I Giochi olimpici giovanili invernali di Innsbruck 2012 e un mese dopo, il 24 febbraio, ha esordito in Coppa Europa a Sella Nevea, senza riuscire a portare a termine la prima manche dello slalom gigante in programma.
Nel febbraio 2013 ha contribuito alla medaglia d'argento conquistata dalla squadra italiana nello slalom parallelo valido per l'XI Festival olimpico invernale della gioventù europea di Brașov. Ha esordito in Coppa del Mondo il 10 dicembre 2016 a Val-d'Isère in slalom gigante, senza completare la prova, e l'11 marzo 2019 ha conquistato a Kranjska Gora in slalom gigante la sua prima vittoria, nonché primo podio, in Coppa Europa. In carriera non ha preso parte a rassegne olimpiche o iridate.

## Palmarès

### Olimpiadi giovanili
- 1 medaglia:
  - 1 argento (slalom gigante a Innsbruck 2012)

### Festival olimpico della gioventù europea
- 1 medaglia:
  - 1 argento (slalom parallelo misto a Brașov 2013)

### Coppa del Mondo
- Miglior piazzamento in classifica generale: 92º nel 2023

### Coppa Europa
- Miglior piazzamento in classifica generale: 17º nel 2023
- 6 podi:
  - 3 vittorie
  - 2 secondi posti
  - 1 terzo posto

#### Coppa Europa - vittorie
| Data          | Località      | Paese    | Specialità |
| ------------- | ------------- | -------- | ---------- |
| 11 marzo 2019 | Kranjska Gora | Slovenia | GS         |
| 18 marzo 2021 | Reiteralm     | Austria  | GS         |
| 8 marzo 2023  | Gällivare     | Svezia   | GS         |

Legenda:

GS = slalom gigante

### South American Cup
- Miglior piazzamento in classifica generale: 46º nel 2024
- 1 podio:
  - 1 secondo posto

### Campionati italiani
- 3 medaglie:
  - 2 ori (slalom gigante nel 2019; slalom gigante nel 2021)
  - 1 bronzo (slalom speciale nel 2025)